# Bertram Brockhouse
Bertram Neville Brockhouse (Lethbridge, Alberta; 15 de julio de 1918-Hamilton, Ontario; 13 de octubre de 2003) fue un físico canadiense ganador del Premio Nobel de Física.

## Biografía
Brockhouse nació en Lethbridge (Canadá) el 15 de julio de 1918 y creció en Vancouver. Comenzó sus estudios primarios en una escuela de una sola aula a pocos kilómetros de la granja familiar. Terminó el bachillerato en plena Depresión y, ante las escasas perspectivas de empleo, se trasladó con su familia a Chicago en 1935. Allí realizó cursos nocturnos de reparación y diseño de radios que le valieron un puesto como ayudante de laboratorio en una empresa eléctrica y le permitieron reparar radios en su tiempo libre. Después de tres años en Chicago, la familia regresó a Vancouver.
Se graduó en la Universidad de Columbia Británica (Licenciatura, 1947) y la Universidad de Toronto (máster, 1948; Doctorado, 1950). Desde 1950 hasta 1962 estuvo en la investigación Atomic Energy of Canada's Chalk River Nuclear Laboratory. 

## Trayectoria
Posteriormente, Brockhouse trabajó en el Laboratorio Nuclear de Chalk River, en Ontario (Canadá), donde permaneció 12 años. Allí desarrolló técnicas de dispersión de neutrones para estudiar la estructura y las propiedades de los materiales. Brockhouse estudió una gran variedad de materiales, incluidos metales, semiconductores y cristales.Su trabajo en el Laboratorio fue premiado varias décadas después. En 1994, Brockhouse recibió el Premio Nobel de Física, compartido con el estadounidense Clifford Glenwood Shull, por "su contribución al desarrollo de las técnicas de dispersión de neutrones para el estudio de la materia condensada". Sus experimentos, iniciados en los años 40, le permitieron desarrollar una técnica de análisis basada en el uso de neutrones que colisionan con los átomos de la muestra analizada y, según cómo actúen, determinan la estructura de esa materia; es decir, permiten tomar radiografías precisas de la materia y conocer su interior. Estas técnicas se han aplicado para estudiar nuevos superconductores cerámicos, catalizadores para tubos de escape de automóviles o la estructura de los virus.
En 1962, se convirtió en profesor de la McMaster University en Canadá, hasta su retiro en 1984.
Durante la década de 1970, Brockhouse reorientó su interés hacia la filosofía de la física, el suministro energético, la economía y la ética. En 1979 abandonó por completo la dispersión de neutrones.
Brockhouse falleció de un fallo cardíaco en Hamilton, Ontario, el 13 de octubre de 2003, a la edad de 85 años.
Compartió en 1994 el Premio Nobel de Física con el físico estadounidense Clifford Glenwood Shull por el desarrollo de las técnicas de dispersión de neutrones para el estudio de la Física de la materia condensada. En 1982 fue nombrado caballero por la Orden de Canadá.